# Huérmeces
Huérmeces est une commune d'Espagne dans la communauté autonome de Castille-et-León, province de Burgos. Elle s'étend sur 48,7 km2 et comptait 126 habitants en 2014.